# Anthonij Bas Backer
Jhr. Anthonij Bas Backer (Apeldoorn, 26 april 1864 - 's-Gravenhage, 4 januari 1942) was van 1898 tot 1907 burgemeester van Elburg en daarna tot 1931 burgemeester van Bloemendaal. 
De familie Bas Backer komt voort uit het Nederlands regentengeslacht Backer. Bij Koninklijk Besluit van 16 juli 1895 werd Dirk Bas Backer (1816-1896) verheven in de Nederlandse adel met de titel jonkheer. Zijn tak leeft voort onder de geslachtsnaam Bas Backer. Anthonij Bas Backer was zijn zoon.
Er is in de dorpskern Aerdenhout een straat naar hem genoemd: de Burgemeester Bas Backerhof. En in Elburg is ook een weg naar hem vernoemd Bas Backerlaan